# Transition
『transition』（トランジション）は、山崎まさよし通算5枚目のオリジナル・アルバム。2001年6月27日発売。発売元はポリドール・レコード。  

## 解説
前作『SHEEP』から1年7ヶ月ぶりのリリース。
本作の発売9ヶ月前の2000年9月にライブ・アルバム『ONE KNIGHT STANDS』をリリース。
日立マクセルやカゴメ「野菜生活100」、ライオン食器用洗剤「チャーミーマイルド」など、コマーシャルソングが多数収録されている。日立マクセルとカゴメのコマーシャルに山崎本人も出演した。
本アルバムに連動したコンサート・ツアー「Transit Time」が実施され、その模様は同名のライヴ・アルバムとして本作発売から約1年後の2002年5月29日にシングル『心拍数』と同時発売された。『心拍数』は全曲ライブ・テイク音源によるもので、通常盤の他全9タイトルにも及ぶ地域盤が同時リリースされて話題となった。ちなみに、『Transit Time』と、『心拍数（信越・北陸編）』『心拍数（九州・沖縄編）』の3アイテムを揃えることで本アルバム収録曲の全ライヴ音源を聴くことができる。ライブ映像はツアー当時にテレビで放送された物以外長らく商品化されていなかったが、2020年にファンクラブ会員向けに販売されたBOX『YAMAZAKI MASAYOSHI Live Archive Box ～1995 to 2005～ 』に初めて収録された。
目を閉じた姿が印象的なCDジャケットは、ファンクラブ会員が選ぶ「好きなジャケット写真～アルバム部門」の第2位に選ばれた。
2007年12月19日にアナログ盤がボックス仕様でリリースされている。
2008年と2012年にSHM-CD規格で再発されている。

## 収録曲
| 全作詞・作曲・編曲: 山崎将義。 |                                                         |          |            |      |
| #                              | タイトル                                                | 作詞     | 作曲・編曲 | 時間 |
| 1.                             | 「サーカス」(ホーンアレンジ: 村田陽一)                  | 山崎将義 | 山崎将義   | 3:33 |
| 2.                             | 「明日の風（album mix）」(編曲: 山崎将義・中村キタロー) | 山崎将義 | 山崎将義   | 4:57 |
| 3.                             | 「Super Suspicion」(ホーンアレンジ: 村田陽一)           | 山崎将義 | 山崎将義   | 4:00 |
| 4.                             | 「手をつなごう」                                        | 山崎将義 | 山崎将義   | 4:00 |
| 5.                             | 「区役所」                                              | 山崎将義 | 山崎将義   | 3:06 |
| 6.                             | 「夏のモノローグ」(ストリングスアレンジ: 森俊之)        | 山崎将義 | 山崎将義   | 4:49 |
| 7.                             | 「Sleeping Butterfly」                                  | 山崎将義 | 山崎将義   | 3:50 |
| 8.                             | 「晴れた日と月曜日は」(ホーンアレンジ: 村田陽一)        | 山崎将義 | 山崎将義   | 3:51 |
| 9.                             | 「愛のしくみ（album mix）」                             | 山崎将義 | 山崎将義   | 3:46 |
| 10.                            | 「アイデンティティー クライシス ～思春期の終わり～」    | 山崎将義 | 山崎将義   | 4:37 |
| 11.                            | 「タイム」                                              | 山崎将義 | 山崎将義   | 4:09 |
| 12.                            | 「Plastic Soul（album mix）」                           | 山崎将義 | 山崎将義   | 4:23 |
| 合計時間:                      | 合計時間:                                               | 49:01    |            |      |

### 楽曲解説
1. サーカス
2. 明日の風（album mix）
  - 11thシングルの新ミックス。
  - 日立マクセル「ONE DISC, ONE HEART.」コマーシャルソング。
3. Super Suspicion
4. 手をつなごう
  - ライオン製品「チャーミーマイルド」コマーシャルソング。
  - 「手をつなごう」は当時のCMのキャッチコピーでもあった。
5. 区役所
6. 夏のモノローグ
7. Sleeping Butterfly
  - 矢崎充彦監督映画『Go!』主題歌。
8. 晴れた日と月曜日は
  - タイトルはカーペンターズの「雨の日と月曜日は」から取っているが、楽曲自体は全く異なる。
9. 愛のしくみ（album mix）
  - 12thシングル「Plastic Soul」のカップリング曲。新ミックス。
  - カゴメ「野菜生活100」コマーシャルソング。
10. アイデンティティー クライシス ～思春期の終わり～
  - 日立マクセル「ONE DISC, ONE HEART.」CMソング。
11. タイム
12. Plastic Soul（album mix）
  - 12thシングル表題曲の新ミックス。

## 演奏
- 山崎まさよし
  - Vocal
  - Background Vocal (#1.2.5.7.8.10)
  - Blues Harp (#1.2.4.5.7.10) .
  - Programming (#4)
  - Piano (#8)
- Shawn Pelton：Drums, Drum Programming (#1.3.5-9.11.12)
- Jack Daley：Bass (#1.3.5-9.11.12)
- 森俊之
  - Hammond (#1)
  - Wurlitzer (#2.3.9)
  - Clavinet (#2.10)
  - Piano (#4)
- Jerry Gottus
  - Tenor Sax (#1.3)
  - Baritone Sax (#1)
  - Soprano Sax (#3)
  - Flute (#8)
  - Alto Flute (#11)
- Ronnie Buttacavoli：Trumpet (#1.3)
- 村田陽一
  - Trombone (#1.3.8.9)
  - Euphonium (#9)
- 秋山浩一：Drums (#2)
- 中村キタロー
  - Bass (#2.4.10)
  - Programming (#2.10)
  - Background Vocal (#10)
- 江川ゲンタ：Percussions (#2.6.9.12)
- 沼澤尚：Drums (#4.10)
- 後藤ストリングス：Strings (#6)
- 山本拓夫：Tenor Sax (#9)
- 菅坂雅彦：Trumpet (#9)
- スガシカオ：Background Vocal (#10)
- 大野由美子 (Buffalo Daughter)：Mini Moog, Background Vocal (#12)

## 関連作品
- BLUE PERIOD - ベスト・アルバム。「明日の風」「Plastic Soul」収録。
- OUT OF THE BLUE - ベスト・アルバム。「愛のしくみ」収録。
- ONE KNIGHT STANDS - ライブ・アルバム。初回盤に「明日の風」収録。
- Transit Time - ライブ・アルバム。「手をつなごう」「愛のしくみ」以外の10曲を収録。
- 心拍数 - ライブテイク・シングル。「手をつなごう」が信越・北陸編に、「愛のしくみ」が九州・沖縄編に収録。